# Friedbert Karger
Friedbert Karger (* 4. Mai 1940 in München) ist ein deutscher Plasmaphysiker, der weltweit paranormale Phänomene untersuchte.

## Leben
Karger studierte von 1959 bis 1966 Physik, Philosophie und Psychologie an der TU München und der Ludwig-Maximilians-Universität München. Er promovierte 1967 in Physik. Bereits ab 1963 war er am Max-Planck-Institut für Physik und Astrophysik in Freimann tätig, und ab 1967 am Max-Planck-Institut für Plasmaphysik in Garching bei München. Seit 1980 war er Experimentleiter in Garching sowie Berater in Nord- und Südamerika, Afrika und Asien.
Neben seiner vierzigjährigen Forschung in der thermonuklearen Fusion führte er seit 1960 paraphysikalische Untersuchungen im internationalen Rahmen durch, die ihn in die entlegensten Gebiete der Welt geführt haben. Dabei erbrachte er – so seine Aussage – erstmals den physikalisch gesicherten Nachweis von spontaner Psychokinese. Er vertritt die These, dass nach dem Ableben eines Menschen „die Seele oder der Geist“ in einer „feinstofflichen Ebene“ weiter existiert. Er will wissenschaftliche Hinweise gesammelt haben, „dass das Bewusstsein des Menschen, seine Persönlichkeit oder sein "Ich" den Tod seines Körpers überlebt in einer anderen Zustandsform, einer "anderen Welt".“ Deshalb wurde Karger im September 2005 für die ORF-TV-Sendung Mystery zum angeblichen Fluch der Gletschermumie Ötzi befragt, wonach mindestens sechs Personen nach Ötzi-Kontakt innerhalb von 14 Jahren eines unnatürlichen Todes gestorben sein sollen. Der Spuk-Experte wurde in diesem Fall allerdings wie folgt zitiert: Der Nachweis für einen Fluch sei für einen Physiker nur schwer möglich, denn dafür sei die statistische Häufung der Todesfälle zu gering.
Karger hielt mehr als 300 Vorträge weltweit und war als Berater tätig (Erklärung über das Leben nach dem Tod, Beratung über die Entwicklung von Geist und Bewusstsein, Warnung vor Gefahren esoterischer Techniken). Auf dem Gebiet paranormaler Phänomene war er als Physiker an weltweit Aufsehen erregenden Fällen beteiligt. Im Jahr 1964 traf er mit Friedrich Jürgenson zusammen und 1967 führte er die physikalische Untersuchung des Poltergeistes von Rosenheim durch, der weltweites Aufsehen erregte. Im Jahr 1972 prüfte er auf Bitten der BILD-Zeitung bei Uri Geller anlässlich eines Gastspiels in München dessen angeblich telepathischen Kräfte. Über seine Untersuchungen sagte Karger später: „Basierend auf vorläufigen Untersuchungen an Uri, kann ich keinen Betrug feststellen. Die Kräfte dieses Mannes sind ein Phänomen, das die theoretische Physik noch nicht erklären kann.“ Eingehend befasste sich Karger auch mit der philippinischen Psychochirurgie. Vor Ort fand er Belege für echte paraphysikalische Phänomene.
Er ist Mitglied der Forschungsgesellschaft für östliche Weisheit und westliche Wissenschaft, am Institute of Noetic Sciences (Kalifornien) und der Deutschen Physikalischen Gesellschaft. Karger verfasste diverse Veröffentlichungen in Fachzeitschriften.

## Veröffentlichungen
- Ladungsträgerverlustmechanismen im schwachionisierten toroidalen Magnetoplasma (Particle Loss Mechanisms in a weakly ionized toroidal magnetoplasma), Dissertation, TU München, 24. Februar 1967